# 170909 Bobmasterson
170909 Bobmasterson è un asteroide della fascia principale. Scoperto nel 2004, presenta un'orbita caratterizzata da un semiasse maggiore pari a 2,2677818 au e da un'eccentricità di 0,0611249, inclinata di 5,65960° rispetto all'eclittica.
L'asteroide è dedicato all'astronomo amatoriale statunitense Bob Masterson.